# 熊本市立豊田小学校
熊本市立豊田小学校（くまもとしりつ とよだしょうがっこう）は、熊本県熊本市南区城南町塚原にある公立小学校。

## 沿革
- 1874年（明治7年） - 学校統合により創立
- 1941年（昭和16年） - 豊田国民学校と改称
- 1947年（昭和22年） - 豊田村立豊田小学校と改称
- 1955年（昭和30年） - 城南町立豊田小学校と改称
- 2010年（平成22年） - 熊本市立豊田小学校と改称

## 部活動
- 野球部
- サッカー部
- ミニバスケットボール部
- 器楽部